# Ligue A de la Ligue des nations féminine de l'UEFA 2023-2024
Navigation
Ligue A 2025
La Ligue A de la Ligue des nations féminine 2023-2024 est la première division de la Ligue des nations 2023-2024, première édition d'une compétition impliquant les équipes nationales féminines des 51 associations membres de l'UEFA.

## Format
La Ligue A se compose des associations classées de la première à la seizième place au Coefficient UEFA des nations, et se divise en quatre groupes de quatre équipes.

### Tickets pour les Jeux olympiques de 2024
Les vainqueurs de chaque groupe se qualifient pour la phase finale de la Ligue des nations.
La phase finale prend place durant le mois de février 2024, sous la forme d'un tournoi à élimination directe avec deux demi-finales, un match pour la troisième place et une finale. Le vainqueur de la finale est désigné champion de la compétition.
La  France est déjà qualifiée pour le tournoi en tant que pays hôte, deux places seront attribuées pour :
1. Les deux équipes finalistes (si la France n'atteint pas la finale de la Ligue des nations)
2. L'équipe finaliste + l'équipe ayant remporté le match pour la troisième place (si la France atteint la finale de la Ligue des nations)

### Qualifications pour l'Euro 2025
Les équipes classées premières et deuxièmes de chaque groupe se maintiennent en Ligue A, les équipes classées troisièmes de chaque groupe disputent les barrages de relégation contre les équipes classées deuxièmes de chaque groupes de la Ligue B, tandis que les équipes classées quatrièmes de chaque groupe sont reléguées en Ligue B.

### Tirage au sort
Les équipes sont attribuées à la Ligue A en fonction de leur coefficient UEFA à l'issue de la phase de groupes des Éliminatoires de la Coupe du monde féminine de football 2023 le 7 septembre 2022. Elles sont réparties en quatre chapeaux de quatre équipes, placées selon leur coefficient UEFA.
Le tirage au sort de la phase de ligue a lieu à Nyon, le 2 mai 2023.
Les restrictions suivantes sont appliquées avec l'assistance informatique :
- Raisons climatiques : Un maximum de deux équipes dont les sites sont identifiés comme présentant un risque élevé ou moyen de conditions hivernales rigoureuses peuvent être placées dans chaque groupe :
  - Suède - Norvège
  - Suède - Islande
  - Norvège - Islande

Les équipes sont placées dans les chapeaux servant au tirage en suivant le Coefficient UEFA de septembre 2022.
| Équipe     | Coeff  | Classement |
| ---------- | ------ | ---------- |
| Angleterre | 46.178 | 1          |
| Allemagne  | 43.043 | 2          |
| France     | 42.584 | 3          |
| Suède      | 40.823 | 4          |

| Équipe   | Coeff  | Classement |
| -------- | ------ | ---------- |
| Espagne  | 40.472 | 5          |
| Pays-Bas | 39.910 | 6          |
| Norvège  | 38.715 | 7          |
| Danemark | 37.535 | 8          |

| Équipe   | Coeff  | Classement |
| -------- | ------ | ---------- |
| Italie   | 36.455 | 9          |
| Belgique | 34.794 | 10         |
| Autriche | 33.963 | 11         |
| Islande  | 33.348 | 12         |

| Équipe         | Coeff  | Classement |
| -------------- | ------ | ---------- |
| Suisse         | 33.101 | 13         |
| Pays de Galles | 29.942 | 15         |
| Portugal       | 29.744 | 16         |
| Écosse         | 29.335 | 17         |

## Groupes
Légende des classements
- Qualifiée pour la phase finale
- Barrages de relégation en Ligue B
- Relégation en Ligue B

### Groupe 1
| Rang | Équipe     | Pts | J | G | N | P | Bp | Bc | Diff |  | Résultats (▼ dom., ► ext.) |     |     |     |     |
| ---- | ---------- | --- | - | - | - | - | -- | -- | ---- |  | -------------------------- | --- | --- | --- | --- |
| 1    | Pays-Bas   | 12  | 6 | 4 | 0 | 2 | 14 | 6  | +8   |  | Pays-Bas                   |     | 2-1 | 4-0 | 4-0 |
| 2    | Angleterre | 12  | 6 | 4 | 0 | 2 | 15 | 8  | +7   |  | Angleterre                 | 3-2 |     | 1-0 | 2-1 |
| 3    | Belgique   | 8   | 6 | 2 | 2 | 2 | 7  | 10 | -3   |  | Belgique                   | 2-1 | 3-2 |     | 1-1 |
| 4    | Écosse     | 2   | 6 | 0 | 2 | 4 | 3  | 15 | -12  |  | Écosse                     | 0-1 | 0-6 | 1-1 |     |

| 1re journée             | Belgique                                      | 2 - 1   | Pays-Bas                 | Den Dreef, Louvain                             |                                                |
| 22 septembre 2023 20h30 | ( Blom) Detruyer 61e · ( Wullaert) Blom 90+3e | (0 - 0) | 60e Roord (Beerensteyn ) | Spectateurs : 3 694 Arbitrage : Frida Klarlund | Spectateurs : 3 694 Arbitrage : Frida Klarlund |
| 22 septembre 2023 20h30 |                                               | Rapport | 68e Spitse               | Spectateurs : 3 694 Arbitrage : Frida Klarlund | Spectateurs : 3 694 Arbitrage : Frida Klarlund |

| 22 septembre 2023 | Angleterre            | 2 - 1   | Écosse       | Stadium of Light, Sunderland                                |                                                             |
| 20h45 (19h45)     | Bronze 39e · Hemp 45e | (2 - 1) | 45+2e Hanson | Spectateurs : 41 947 Arbitrage : Maria Sole Ferrieri Caputi | Spectateurs : 41 947 Arbitrage : Maria Sole Ferrieri Caputi |
| 20h45 (19h45)     | Rapport               |         |              | Spectateurs : 41 947 Arbitrage : Maria Sole Ferrieri Caputi | Spectateurs : 41 947 Arbitrage : Maria Sole Ferrieri Caputi |

| 2e journée              | Pays-Bas                                           | 2 - 1   | Angleterre | Stadion Galgenwaard, Utrecht                     |                                                  |
| 26 septembre 2023 20h00 | ( Van de Donk) Martens 34e · ( Martens) Jansen 90e | (1 - 0) | 64e Russo  | Spectateurs : 24 000 Arbitrage : Ivana Martinčić | Spectateurs : 24 000 Arbitrage : Ivana Martinčić |
| 26 septembre 2023 20h00 | Roord 90+6e                                        | Rapport | 37e Daly   | Spectateurs : 24 000 Arbitrage : Ivana Martinčić | Spectateurs : 24 000 Arbitrage : Ivana Martinčić |

| 26 septembre 2023 | Écosse                    | 1 - 1   | Belgique                | Hampden Park, Glasgow                          |                                                |
| 20h45 (19h45)     | ( Alexander) Howard 90+3e | (0 - 0) | 60e Missipo (Delacauw ) | Spectateurs : 7 058 Arbitrage : Eleni Antoniou | Spectateurs : 7 058 Arbitrage : Eleni Antoniou |
| 20h45 (19h45)     | Emslie 35e                | Rapport | 90+3e Van Belle         | Spectateurs : 7 058 Arbitrage : Eleni Antoniou | Spectateurs : 7 058 Arbitrage : Eleni Antoniou |

| 3e journée                    | Angleterre | 1 - 0   | Belgique | King Power Stadium, Leicester                    |                                                  |
| 27 octobre 2023 20h45 (19h45) | Hemp 13e   | (1 - 0) |          | Spectateurs : 28 321 Arbitrage : Lina Lehtovaara | Spectateurs : 28 321 Arbitrage : Lina Lehtovaara |
| 27 octobre 2023 20h45 (19h45) | Rapport    |         |          | Spectateurs : 28 321 Arbitrage : Lina Lehtovaara | Spectateurs : 28 321 Arbitrage : Lina Lehtovaara |

| 27 octobre 2023 | Pays-Bas                                                                                           | 4 - 0   | Écosse | Goffertstadion, Nimègue                           |                                                   |
| 20h45           | ( Casparij) Van de Donk 12e · Brugts 32e · ( Spitse) Beerensteyn 52e · ( Egurrola) Beerensteyn 71e | (2 - 0) |        | Spectateurs : 10 850 Arbitrage : Ivana Projkovska | Spectateurs : 10 850 Arbitrage : Ivana Projkovska |
| 20h45           | Rapport                                                                                            |         |        | Spectateurs : 10 850 Arbitrage : Ivana Projkovska | Spectateurs : 10 850 Arbitrage : Ivana Projkovska |

| 4e journée            | Belgique                                                           | 3 - 2   | Angleterre                              | Den Dreef, Louvain                             |                                                |
| 31 octobre 2023 20h30 | De Neve 9e · ( Vanhaevermaet) Wullaert 45+6e · Wullaert 85e (pen.) | (2 - 2) | 38e Bronze (Kelly ) · 44e Kirby (Hemp ) | Spectateurs : 7 235 Arbitrage : Esther Staubli | Spectateurs : 7 235 Arbitrage : Esther Staubli |
| 31 octobre 2023 20h30 | Detruyer 45+3e · Missipo 46e · J. Janssens 90+3e                   | Rapport |                                         | Spectateurs : 7 235 Arbitrage : Esther Staubli | Spectateurs : 7 235 Arbitrage : Esther Staubli |

| 31 octobre 2023 | Écosse                 | 0 - 1   | Pays-Bas     | Hampden Park, Glasgow                         |                                               |
| 20h45 (19h45)   |                        | (0 - 0) | 60e Brugts   | Spectateurs : 5 186 Arbitrage : Jana Adámková | Spectateurs : 5 186 Arbitrage : Jana Adámková |
| 20h45 (19h45)   | Howard 28e · Clark 51e | Rapport | 53e Dijkstra | Spectateurs : 5 186 Arbitrage : Jana Adámková | Spectateurs : 5 186 Arbitrage : Jana Adámková |

| 5e journée              | Belgique                 | 1 - 1   | Écosse       | Den Dreef, Louvain                                  |                                                     |
| 1er décembre 2023 20h30 | ( Wullaert) Detruyer 31e | (1 - 1) | 34e Cuthbert | Spectateurs : 4 730 Arbitrage : Olatz Rivera Olmedo | Spectateurs : 4 730 Arbitrage : Olatz Rivera Olmedo |
| 1er décembre 2023 20h30 |                          | Rapport | 52e Corsie   | Spectateurs : 4 730 Arbitrage : Olatz Rivera Olmedo | Spectateurs : 4 730 Arbitrage : Olatz Rivera Olmedo |

| 1er décembre 2023 | Angleterre                                                        | 3 - 2   | Pays-Bas                                    | Stade de Wembley, Londres                      |                                                |
| 20h45 (19h45)     | ( James) Stanway 59e · ( Stanway) Hemp 61e · ( James) Toone 90+1e | (0 - 2) | 12e Beerensteyn (Pelova ) · 35e Beerensteyn | Spectateurs : 71 632 Arbitrage : Tess Olofsson | Spectateurs : 71 632 Arbitrage : Tess Olofsson |
| 20h45 (19h45)     | Greenwood 31e                                                     | Rapport | 78e Van Dongen                              | Spectateurs : 71 632 Arbitrage : Tess Olofsson | Spectateurs : 71 632 Arbitrage : Tess Olofsson |

| 6e journée                    | Écosse       | 0 - 6   | Angleterre | Hampden Park, Glasgow                       |                                             |
| 5 décembre 2023 20h45 (19h45) |              | (0 - 4) | 13e Greenwood (Mead ) · 38e James (Mead ) · 39e James · 45+1e Mead · 49e Kirby (Stanway ) · 90+3e Bronze (Toone ) | Spectateurs : 15 320 Arbitrage : Alina Peşu | Spectateurs : 15 320 Arbitrage : Alina Peşu |
| 5 décembre 2023 20h45 (19h45) | Docherty 72e | Rapport | | Spectateurs : 15 320 Arbitrage : Alina Peşu | Spectateurs : 15 320 Arbitrage : Alina Peşu |

| 5 décembre 2023 | Pays-Bas                                                                                  | 4 - 0   | Belgique                   | Stade Roi-Guillaume-II, Tilbourg                    |                                                     |
| 20h45           | ( Pelova) Beerensteyn 34e · Beerensteyn 54e · Egurrola 90+1e · ( Leuchter) Egurrola 90+5e | (1 - 0) |                            | Spectateurs : 12 031 Arbitrage : Stéphanie Frappart | Spectateurs : 12 031 Arbitrage : Stéphanie Frappart |
| 20h45           |                                                                                           | Rapport | 34e Delacauw · 55e Missipo | Spectateurs : 12 031 Arbitrage : Stéphanie Frappart | Spectateurs : 12 031 Arbitrage : Stéphanie Frappart |

### Groupe 2
| Rang | Équipe   | Pts | J | G | N | P | Bp | Bc | Diff |  | Résultats (▼ dom., ► ext.) |     |     |     |     |
| ---- | -------- | --- | - | - | - | - | -- | -- | ---- |  | -------------------------- | --- | --- | --- | --- |
| 1    | France   | 16  | 6 | 5 | 1 | 0 | 9  | 1  | +8   |  | France                     |     | 3-0 | 0-0 | 2-0 |
| 2    | Autriche | 10  | 6 | 3 | 1 | 2 | 7  | 8  | -1   |  | Autriche                   | 0-1 |     | 2-1 | 2-1 |
| 3    | Norvège  | 5   | 6 | 1 | 2 | 3 | 9  | 8  | +1   |  | Norvège                    | 1-2 | 1-1 |     | 4-0 |
| 4    | Portugal | 3   | 6 | 1 | 0 | 5 | 5  | 13 | -8   |  | Portugal                   | 0-1 | 1-2 | 3-2 |     |

| 1re journée             | Norvège   | 1 - 1   | Autriche                    | Ullevaal Stadion, Oslo                             |                                                    |
| 22 septembre 2023 19h00 | Sævik 26e | (1 - 0) | 72e Campbell (Feiersinger ) | Spectateurs : 7 011 Arbitrage : Iuliana Demetrescu | Spectateurs : 7 011 Arbitrage : Iuliana Demetrescu |
| 22 septembre 2023 19h00 | Lund 77e  | Rapport | 81e Dunst                   | Spectateurs : 7 011 Arbitrage : Iuliana Demetrescu | Spectateurs : 7 011 Arbitrage : Iuliana Demetrescu |

| 22 septembre 2023 | France                              | 2 - 0   | Portugal  | Stade du Hainaut, Valenciennes                 |                                                |
| 21h10             | ( Le Sommer) Geyoro 27e · Bacha 89e | (1 - 0) |           | Spectateurs : 18 377 Arbitrage : Tess Olofsson | Spectateurs : 18 377 Arbitrage : Tess Olofsson |
| 21h10             |                                     | Rapport | 50e Amado | Spectateurs : 18 377 Arbitrage : Tess Olofsson | Spectateurs : 18 377 Arbitrage : Tess Olofsson |

| 2e journée              | Autriche | 0 - 1   | France                                        | Stade Franz-Horr, Vienne                          |                                                   |
| 26 septembre 2023 18h30 |          | (0 - 1) | 5e Renard (Bacha )                            | Spectateurs : 10 051 Arbitrage : Jelena Cvetković | Spectateurs : 10 051 Arbitrage : Jelena Cvetković |
| 26 septembre 2023 18h30 |          | Rapport | 62e Le Garrec · 64e Bacha · 90+1e Mbock Bathy | Spectateurs : 10 051 Arbitrage : Jelena Cvetković | Spectateurs : 10 051 Arbitrage : Jelena Cvetković |

| 26 septembre 2023 | Portugal                                                | 3 - 2   | Norvège                                                              | Estádio Cidade de Barcelos, Barcelos         |                                              |
| 19h15 (18h15)     | Jacinto 38e · C. Costa 44e (pen.) · C. Costa 69e (pen.) | (2 - 1) | 32e Maanum (Reiten ) · 58e Terland (Maanum )                         | Spectateurs : 6 132 Arbitrage : Ewa Augustyn | Spectateurs : 6 132 Arbitrage : Ewa Augustyn |
| 19h15 (18h15)     | Borges 53e · Capeta 85e                                 | Rapport | 35e Eikeland · 42e Mikalsen · 52e Reiten · 67e Harviken · 84e Mjelde | Spectateurs : 6 132 Arbitrage : Ewa Augustyn | Spectateurs : 6 132 Arbitrage : Ewa Augustyn |

| 3e journée            | Autriche                                | 2 - 1   | Portugal    | Cashpoint-Arena, Altach                                    |                                                            |
| 27 octobre 2023 18h00 | Amado 63e (csc) · ( Höbinger) Dunst 69e | (0 - 0) | 90+6e Pinto | Spectateurs : 4 800 Arbitrage : Maria Sole Ferrieri Caputi | Spectateurs : 4 800 Arbitrage : Maria Sole Ferrieri Caputi |
| 27 octobre 2023 18h00 | Degen 51e · Purtscheller 83e            | Rapport | 12e Seiça   | Spectateurs : 4 800 Arbitrage : Maria Sole Ferrieri Caputi | Spectateurs : 4 800 Arbitrage : Maria Sole Ferrieri Caputi |

| 27 octobre 2023 | Norvège    | 1 - 2   | France                                                | Ullevaal Stadion, Oslo                        |                                               |
| 19h00           | Lund 60e   | (0 - 1) | 23e (csc) Mjelde (Dufour ) · 69e Renard (Bacha )      | Spectateurs : 9 062 Arbitrage : Rebecca Welch | Spectateurs : 9 062 Arbitrage : Rebecca Welch |
| 19h00           | Bjelde 56e | Rapport | 28e De Almeida · 48e Henry · 68e Bacha · 90+5e Picaud | Spectateurs : 9 062 Arbitrage : Rebecca Welch | Spectateurs : 9 062 Arbitrage : Rebecca Welch |

| 4e journée                    | Portugal               | 1 - 2   | Autriche                                                 | Estádio do Varzim SC, Póvoa de Varzim          |                                                |
| 31 octobre 2023 19h15 (18h15) | ( Nazareth) Capeta 75e | (0 - 0) | 72e Pinther (Georgieva ) · 77e Campbell (Höbinger )      | Spectateurs : 3 598 Arbitrage : Frida Klarlund | Spectateurs : 3 598 Arbitrage : Frida Klarlund |
| 31 octobre 2023 19h15 (18h15) | J. Silva 90e           | Rapport | 64e Degen · 80e Naschenweng · 82e Hanshaw · 86e Höbinger | Spectateurs : 3 598 Arbitrage : Frida Klarlund | Spectateurs : 3 598 Arbitrage : Frida Klarlund |

| 31 octobre 2023 | France | 0 - 0   | Norvège       | Stade Auguste-Delaune, Reims                     |                                                  |
| 21h00           |        |         |               | Spectateurs : 13 121 Arbitrage : Kateryna Monzul | Spectateurs : 13 121 Arbitrage : Kateryna Monzul |
| 21h00           |        | Rapport | 63e Löfwenius | Spectateurs : 13 121 Arbitrage : Kateryna Monzul | Spectateurs : 13 121 Arbitrage : Kateryna Monzul |

| 5e journée              | Norvège                                                                                | 4 - 0   | Portugal | Ullevaal Stadion, Oslo                          |                                                 |
| 1er décembre 2023 19h00 | ( Graham Hansen) Hegerberg 3e · Hegerberg 8e (pen.) · Hegerberg 49e · Roman Haug 90+4e | (2 - 0) |          | Spectateurs : 2 383 Arbitrage : Ivana Martinčić | Spectateurs : 2 383 Arbitrage : Ivana Martinčić |
| 1er décembre 2023 19h00 | Mjelde 59e                                                                             | Rapport |          | Spectateurs : 2 383 Arbitrage : Ivana Martinčić | Spectateurs : 2 383 Arbitrage : Ivana Martinčić |

| 1er décembre 2023 | France                                                       | 3 - 0   | Autriche | Roazhon Park, Rennes                          |                                               |
| 21h10             | Henry 5e · ( De Almeida) Le Sommer 57e · ( Bacha) Katoto 84e | (1 - 0) |          | Spectateurs : 26 453 Arbitrage : Ewa Augustyn | Spectateurs : 26 453 Arbitrage : Ewa Augustyn |
| 21h10             | Le Sommer 24e · Renard 53e                                   | Rapport |          | Spectateurs : 26 453 Arbitrage : Ewa Augustyn | Spectateurs : 26 453 Arbitrage : Ewa Augustyn |

| 6e journée                    | Portugal    | 0 - 1   | France                   | Estádio Dr. Magalhães Pessoa, Leiria             |                                                  |
| 5 décembre 2023 19h15 (18h15) |             | (0 - 0) | 90+4e Geyoro (Malard )   | Spectateurs : 5 337 Arbitrage : Ivana Projkovska | Spectateurs : 5 337 Arbitrage : Ivana Projkovska |
| 5 décembre 2023 19h15 (18h15) | Gomes 90+1e | Rapport | 89e Becho · 90+4e Malard | Spectateurs : 5 337 Arbitrage : Ivana Projkovska | Spectateurs : 5 337 Arbitrage : Ivana Projkovska |

| 5 décembre 2023 | Autriche                                              | 2 - 1   | Norvège                 | NV Arena, Sankt Pölten                              |                                                     |
| 19h15           | ( Purtscheller) Campbell 10e · ( Dunst) Schiechtl 89e | (1 - 0) | 90+4e Sævik (Naalsund ) | Spectateurs : 1 300 Arbitrage : Marta Huerta de Aza | Spectateurs : 1 300 Arbitrage : Marta Huerta de Aza |
| 19h15           | Kirchberger 86e                                       | Rapport | 34e Bøe Risa            | Spectateurs : 1 300 Arbitrage : Marta Huerta de Aza | Spectateurs : 1 300 Arbitrage : Marta Huerta de Aza |

### Groupe 3
| Rang | Équipe         | Pts | J | G | N | P | Bp | Bc | Diff |  | Résultats (▼ dom., ► ext.) |     |     |     |     |
| ---- | -------------- | --- | - | - | - | - | -- | -- | ---- |  | -------------------------- | --- | --- | --- | --- |
| 1    | Allemagne      | 13  | 6 | 4 | 1 | 1 | 14 | 3  | +11  |  | Allemagne                  |     | 3-0 | 4-0 | 5-1 |
| 2    | Danemark       | 12  | 6 | 4 | 0 | 2 | 10 | 6  | +4   |  | Danemark                   | 2-0 |     | 0-1 | 2-1 |
| 3    | Islande        | 9   | 6 | 3 | 0 | 3 | 4  | 8  | -4   |  | Islande                    | 0-2 | 0-1 |     | 1-0 |
| 4    | Pays de Galles | 1   | 6 | 0 | 1 | 5 | 4  | 15 | -11  |  | Pays de Galles             | 0-0 | 1-5 | 1-2 |     |

| 1re journée             | Danemark                                  | 2 - 0   | Allemagne | Viborg Stadium, Viborg                              |                                                     |
| 22 septembre 2023 18h00 | ( Harder) Vangsgaard 23e · Vangsgaard 64e | (1 - 0) |           | Spectateurs : 4 210 Arbitrage : Marta Huerta De Aza | Spectateurs : 4 210 Arbitrage : Marta Huerta De Aza |
| 22 septembre 2023 18h00 | Rapport                                   |         |           | Spectateurs : 4 210 Arbitrage : Marta Huerta De Aza | Spectateurs : 4 210 Arbitrage : Marta Huerta De Aza |

| 22 septembre 2023 | Islande                               | 1 - 0   | Pays de Galles | Laugardalsvöllur, Reykjavík                     |                                                 |
| 20h00 (18h00)     | Viggósdóttir 18e                      | (1 - 0) |                | Spectateurs : 2 014 Arbitrage : Katalin Kulcsár | Spectateurs : 2 014 Arbitrage : Katalin Kulcsár |
| 20h00 (18h00)     | Antonsdóttir 68e · Sigurðardóttir 84e | Rapport | 59e Jones      | Spectateurs : 2 014 Arbitrage : Katalin Kulcsár | Spectateurs : 2 014 Arbitrage : Katalin Kulcsár |

| 2e journée              | Allemagne                                                                             | 4 - 0   | Islande            | Ruhrstadion, Bochum                         |                                             |
| 26 septembre 2023 18h15 | ( Oberdorf) Bühl 19e · Gwinn 35e (pen.) · ( Bühl) Schüller 68e · ( Lattwein) Bühl 78e | (2 - 0) |                    | Spectateurs : 14 998 Arbitrage : Alina Peşu | Spectateurs : 14 998 Arbitrage : Alina Peşu |
| 26 septembre 2023 18h15 |                                                                                       | Rapport | 41e Sigurðardóttir | Spectateurs : 14 998 Arbitrage : Alina Peşu | Spectateurs : 14 998 Arbitrage : Alina Peşu |

| 26 septembre 2023 | Pays de Galles          | 1 - 5   | Danemark | Cardiff City Stadium, Cardiff                      |                                                    |
| 20h15 (19h15)     | ( Jones) Fishlock 51e   | (0 - 2) | 6e (pen.) Harder · 11e Harder (Thøgersen ) · 60e Thøgersen (Svava ) · 87e Troelsgaard (Sørensen ) · 90+1e Harder (Bruun ) | Spectateurs : 8 607 Arbitrage : Stéphanie Frappart | Spectateurs : 8 607 Arbitrage : Stéphanie Frappart |
| 20h15 (19h15)     | Fishlock 36e · Ladd 65e | Rapport | | Spectateurs : 8 607 Arbitrage : Stéphanie Frappart | Spectateurs : 8 607 Arbitrage : Stéphanie Frappart |

| 3e journée            | Allemagne                                                                                      | 5 - 1   | Pays de Galles       | Rhein-Neckar-Arena, Sinsheim                      |                                                   |
| 27 octobre 2023 17h45 | ( Linder) Schüller 25e · ( Dallmann) Schüller 47e · Gwinn 80e (pen.) · Nüsken 86e · Anyomi 88e | (1 - 1) | 42e Holland (James ) | Spectateurs : 20 107 Arbitrage : Monika Mularczyk | Spectateurs : 20 107 Arbitrage : Monika Mularczyk |
| 27 octobre 2023 17h45 | Oberdorf 31e · Huth 45e · Hegering 84e                                                         | Rapport |                      | Spectateurs : 20 107 Arbitrage : Monika Mularczyk | Spectateurs : 20 107 Arbitrage : Monika Mularczyk |

| 27 octobre 2023 | Islande | 0 - 1   | Danemark                | Laugardalsvöllur, Reykjavík                     |                                                 |
| 20h30 (18h30)   |         | (0 - 0) | 71e Vangsgaard (Svava ) | Spectateurs : 1 712 Arbitrage : Ivana Martinčić | Spectateurs : 1 712 Arbitrage : Ivana Martinčić |
| 20h30 (18h30)   |         | Rapport | 88e Obaze               | Spectateurs : 1 712 Arbitrage : Ivana Martinčić | Spectateurs : 1 712 Arbitrage : Ivana Martinčić |

| 4e journée            | Danemark                                            | 2 - 1   | Pays de Galles        | Viborg Stadium, Viborg                      |                                             |
| 31 octobre 2023 18h00 | ( Bredgaard) Vangsgaard 28e · ( Gejl) Bredgaard 39e | (2 - 0) | 72e Fishlock (Ingle ) | Spectateurs : 2 227 Arbitrage : Sandra Braz | Spectateurs : 2 227 Arbitrage : Sandra Braz |
| 31 octobre 2023 18h00 | Rapport                                             |         |                       | Spectateurs : 2 227 Arbitrage : Sandra Braz | Spectateurs : 2 227 Arbitrage : Sandra Braz |

| 31 octobre 2023 | Islande         | 0 - 2   | Allemagne                     | Laugardalsvöllur, Reykjavík                   |                                               |
| 20h00 (19h00)   |                 | (0 - 0) | 65e (pen.) Gwinn · 90+4e Bühl | Spectateurs : 1 245 Arbitrage : Tess Olofsson | Spectateurs : 1 245 Arbitrage : Tess Olofsson |
| 20h00 (19h00)   | Ívarsdóttir 64e | Rapport | 82e Bühl                      | Spectateurs : 1 245 Arbitrage : Tess Olofsson | Spectateurs : 1 245 Arbitrage : Tess Olofsson |

| 5e journée                      | Pays de Galles          | 1 - 2   | Islande                                     | Cardiff City Stadium, Cardiff                  |                                                |
| 1er décembre 2023 20h15 (19h15) | ( Woodham) Hughes 90+4e | (0 - 1) | 28e (csc) Ladd (Eiríksdóttir ) · 79e Zomers | Spectateurs : 5 275 Arbitrage : Esther Staubli | Spectateurs : 5 275 Arbitrage : Esther Staubli |
| 1er décembre 2023 20h15 (19h15) |                         | Rapport | 62e Sigurðardóttir · 82e Ívarsdóttir        | Spectateurs : 5 275 Arbitrage : Esther Staubli | Spectateurs : 5 275 Arbitrage : Esther Staubli |

| 1er décembre 2023 | Allemagne                                                         | 3 - 0   | Danemark | Ostseestadion, Rostock                                      |                                                             |
| 20h30             | ( Linder) Popp 14e · ( Bühl) Hegering 26e · ( Lohmann) Bühl 90+3e | (2 - 0) |          | Spectateurs : 18 000 Arbitrage : Maria Sole Ferrieri Caputi | Spectateurs : 18 000 Arbitrage : Maria Sole Ferrieri Caputi |
| 20h30             | Hegering 28e · Senß 60e · Lohmann 87e                             | Rapport |          | Spectateurs : 18 000 Arbitrage : Maria Sole Ferrieri Caputi | Spectateurs : 18 000 Arbitrage : Maria Sole Ferrieri Caputi |

| 6e journée                    | Pays de Galles | 0 - 0 | Allemagne | Swansea.com Stadium, Swansea                       |                                                    |
| 5 décembre 2023 19h30 (18h30) |                |       |           | Spectateurs : 5 982 Arbitrage : Iuliana Demetrescu | Spectateurs : 5 982 Arbitrage : Iuliana Demetrescu |
| 5 décembre 2023 19h30 (18h30) | Rapport        |       |           | Spectateurs : 5 982 Arbitrage : Iuliana Demetrescu | Spectateurs : 5 982 Arbitrage : Iuliana Demetrescu |

| 5 décembre 2023 | Danemark | 0 - 1   | Islande             | Viborg Stadium, Viborg                          |                                                 |
| 19h30           |          | (0 - 0) | 77e Vilhjálmsdóttir | Spectateurs : 4 453 Arbitrage : Catarina Campos | Spectateurs : 4 453 Arbitrage : Catarina Campos |
| 19h30           |          | Rapport | 88e Jóhannsdóttir   | Spectateurs : 4 453 Arbitrage : Catarina Campos | Spectateurs : 4 453 Arbitrage : Catarina Campos |

### Groupe 4
| Rang | Équipe  | Pts | J | G | N | P | Bp | Bc | Diff |  | Résultats (▼ dom., ► ext.) |     |     |     |     |
| ---- | ------- | --- | - | - | - | - | -- | -- | ---- |  | -------------------------- | --- | --- | --- | --- |
| 1    | Espagne | 15  | 6 | 5 | 0 | 1 | 23 | 9  | +14  |  | Espagne                    |     | 2-3 | 5-3 | 5-0 |
| 2    | Italie  | 10  | 6 | 3 | 1 | 2 | 8  | 5  | +3   |  | Italie                     | 0-1 |     | 0-1 | 3-0 |
| 3    | Suède   | 7   | 6 | 2 | 1 | 3 | 8  | 10 | -2   |  | Suède                      | 2-3 | 1-1 |     | 1-0 |
| 4    | Suisse  | 3   | 6 | 1 | 0 | 5 | 2  | 17 | -15  |  | Suisse                     | 1-7 | 0-1 | 1-0 |     |

| 1re journée             | Suède                                | 2 - 3   | Espagne                                                                           | Gamla Ullevi, Göteborg                         |                                                |
| 22 septembre 2023 18h30 | ( Asllani) Eriksson 23e · Hurtig 82e | (1 - 1) | 38e Del Castillo (Caldentey ) · 77e Navarro (Abelleira ) · 90+6e (pen.) Caldentey | Spectateurs : 16 114 Arbitrage : Rebecca Welch | Spectateurs : 16 114 Arbitrage : Rebecca Welch |
| 22 septembre 2023 18h30 | Rytting Kaneryd 59e · Ilestedt 90+5e | Rapport | 60e García                                                                        | Spectateurs : 16 114 Arbitrage : Rebecca Welch | Spectateurs : 16 114 Arbitrage : Rebecca Welch |

| 22 septembre 2023 | Suisse                            | 0 - 1   | Italie                            | Kybunpark, Saint-Gall                           |                                                 |
| 19h30             |                                   | (0 - 0) | 64e Caruso                        | Spectateurs : 6 452 Arbitrage : Lina Lehtovaara | Spectateurs : 6 452 Arbitrage : Lina Lehtovaara |
| 19h30             | Sow 2e · Terchoun 51e · Marti 80e | Rapport | 41e Giugliano · 90+3e Bergamaschi | Spectateurs : 6 452 Arbitrage : Lina Lehtovaara | Spectateurs : 6 452 Arbitrage : Lina Lehtovaara |

| 2e journée              | Italie | 0 - 1   | Suède                                   | Stade Teofilo Patini, Castel di Sangro           |                                                  |
| 26 septembre 2023 17h45 |        | (0 - 1) | 14e Rytting Kaneryd                     | Spectateurs : 2 483 Arbitrage : Ivana Projkovska | Spectateurs : 2 483 Arbitrage : Ivana Projkovska |
| 26 septembre 2023 17h45 |        | Rapport | 27e Hurtig · 82e Asllani · 86e Eriksson | Spectateurs : 2 483 Arbitrage : Ivana Projkovska | Spectateurs : 2 483 Arbitrage : Ivana Projkovska |

| 26 septembre 2023 | Espagne                                                                                               | 5 - 0   | Suisse               | Stade Nuevo Arcángel, Cordoue                     |                                                   |
| 21h00             | ( Caldentey) García 15e · ( Caldentey) Bonmatí 15e · ( Putellas) Bonmatí 49e · Gabarro 57e · Oroz 87e | (2 - 0) |                      | Spectateurs : 14 194 Arbitrage : Monika Mularczyk | Spectateurs : 14 194 Arbitrage : Monika Mularczyk |
| 21h00             | | Rapport | 60e Maritz · 85e Sow | Spectateurs : 14 194 Arbitrage : Monika Mularczyk | Spectateurs : 14 194 Arbitrage : Monika Mularczyk |

| 3e journée            | Italie | 0 - 1   | Espagne                       | Stadio Arechi, Salerne                     |                                            |
| 27 octobre 2023 17h45 |        | (0 - 0) | 89e Hermoso                   | Spectateurs : 4 694 Arbitrage : Alina Peşu | Spectateurs : 4 694 Arbitrage : Alina Peşu |
| 27 octobre 2023 17h45 |        | Rapport | 36e Abelleira · 90+3e Hermoso | Spectateurs : 4 694 Arbitrage : Alina Peşu | Spectateurs : 4 694 Arbitrage : Alina Peşu |

| 27 octobre 2023 | Suède                   | 1 - 0   | Suisse     | Gamla Ullevi, Göteborg                        |                                               |
| 18h30           | ( Asllani) Eriksson 44e | (1 - 0) |            | Spectateurs : 13 123 Arbitrage : Riem Hussein | Spectateurs : 13 123 Arbitrage : Riem Hussein |
| 18h30           | Angeldal 17e            | Rapport | 63e Maritz | Spectateurs : 13 123 Arbitrage : Riem Hussein | Spectateurs : 13 123 Arbitrage : Riem Hussein |

| 4e journée            | Suède                       | 1 - 1   | Italie                    | Swedbank Stadion, Malmö                             |                                                     |
| 31 octobre 2023 18h30 | ( Angeldal) Sembrant 90+6e  | (0 - 0) | 57e Giacinti (Giugliano ) | Spectateurs : 11 376 Arbitrage : Stéphanie Frappart | Spectateurs : 11 376 Arbitrage : Stéphanie Frappart |
| 31 octobre 2023 18h30 | Eriksson 89e · Kafaji 90+8e | Rapport |                           | Spectateurs : 11 376 Arbitrage : Stéphanie Frappart | Spectateurs : 11 376 Arbitrage : Stéphanie Frappart |

| 31 octobre 2023 | Suisse                  | 1 - 7   | Espagne | Letzigrund, Zürich                                 |                                                    |
| 19h00           | ( Reuteler) Pilgrim 69e | (0 - 2) | 4e Hernández (Abelleira ) · 11e Putellas (Paralluelo ) · 56e Mendez (Abelleira ) · 62e (pen.) Putellas · 72e Del Castillo (Putellas ) · 89e Del Castillo (Paralluelo ) · 90+3e Oroz | Spectateurs : 8 515 Arbitrage : Iuliana Demetrescu | Spectateurs : 8 515 Arbitrage : Iuliana Demetrescu |
| 19h00           | Crnogorčević 8e         | Rapport | | Spectateurs : 8 515 Arbitrage : Iuliana Demetrescu | Spectateurs : 8 515 Arbitrage : Iuliana Demetrescu |

| 5e journée              | Suisse                                    | 1 - 0   | Suède | Swissporarena, Lucerne                         |                                                |
| 1er décembre 2023 20h00 | ( Reuteler) Crnogorčević 6e               | (1 - 0) |       | Spectateurs : 3 938 Arbitrage : Frida Klarlund | Spectateurs : 3 938 Arbitrage : Frida Klarlund |
| 1er décembre 2023 20h00 | Reuteler 28e · Pilgrim 80e · Terchoun 85e | Rapport |       | Spectateurs : 3 938 Arbitrage : Frida Klarlund | Spectateurs : 3 938 Arbitrage : Frida Klarlund |

| 1er décembre 2023 | Espagne                                                 | 2 - 3   | Italie                                                                        | Estadio Municipal de Pasarón, Pontevedra       |                                                |
| 21h30             | ( Bonmatí) Del Castillo 12e · ( Abelleira) González 76e | (1 - 0) | 46e Giacinti (Caruso ) · 57e Cambiaghi (Giugliano ) · 64e Linari (Cambiaghi ) | Spectateurs : 9 212 Arbitrage : Eleni Antoniou | Spectateurs : 9 212 Arbitrage : Eleni Antoniou |
| 21h30             | Andrés 83e · García 85e                                 | Rapport |                                                                               | Spectateurs : 9 212 Arbitrage : Eleni Antoniou | Spectateurs : 9 212 Arbitrage : Eleni Antoniou |

| 6e journée            | Espagne | 5 - 3   | Suède                                                                                            | Stade de La Rosaleda, Málaga                     |                                                  |
| 5 décembre 2023 19h00 | ( Carmona) Paralluelo 11e · ( Carmona) Del Castillo 51e · ( Batlle) Caldentey 78e · ( Paralluelo) Benítez 81e · ( Paralluelo) Caldentey 89e | (1 - 3) | 1re Zigiotti Olme (Asllani ) · 14e Asllani (Blackstenius ) · 29e Blackstenius (Rytting Kaneryd ) | Spectateurs : 15 896 Arbitrage : Kateryna Monzul | Spectateurs : 15 896 Arbitrage : Kateryna Monzul |
| 5 décembre 2023 19h00 | | Rapport | 43e Asllani · 73e Eriksson                                                                       | Spectateurs : 15 896 Arbitrage : Kateryna Monzul | Spectateurs : 15 896 Arbitrage : Kateryna Monzul |

| 5 décembre 2023 | Italie                                                                     | 3 - 0   | Suisse         | Stadio Ennio Tardini, Parme                     |                                                 |
| 19h00           | ( Cantore) Giugliano 31e · ( Cambiaghi) Salvai 48e · ( Cantore) Caruso 85e | (1 - 0) |                | Spectateurs : 3 500 Arbitrage : Volha Blotskaya | Spectateurs : 3 500 Arbitrage : Volha Blotskaya |
| 19h00           |                                                                            | Rapport | 90+4e Bachmann | Spectateurs : 3 500 Arbitrage : Volha Blotskaya | Spectateurs : 3 500 Arbitrage : Volha Blotskaya |

## Classement général
Légende des classements
- Qualifiées pour les demi-finales
- Barrages de relégation
- Relégation en Ligue B

| Ligue A | Ligue A        | Ligue A                         | Ligue A | Ligue A | Ligue A | Ligue A | Ligue A | Ligue A | Ligue A | Ligue A | Ligue A |
| Rang    | Nation         | Parcours                        | Gr.     | MJ      | G       | N       | P       | Pts     | Bp      | Bc      | Diff    |
| ------- | -------------- | ------------------------------- | ------- | ------- | ------- | ------- | ------- | ------- | ------- | ------- | ------- |
| 1er     | France         | Meilleur premier de groupe      | 2       | 6       | 5       | 1       | 0       | 16      | 9       | 1       | +8      |
| 2e      | Espagne        | 2e meilleur premier de groupe   | 4       | 6       | 5       | 0       | 1       | 15      | 23      | 9       | +14     |
| 3e      | Allemagne      | 3e meilleur premier de groupe   | 3       | 6       | 4       | 1       | 1       | 13      | 14      | 3       | +11     |
| 4e      | Pays-Bas       | 4e meilleur premier de groupe   | 1       | 6       | 4       | 0       | 2       | 12      | 14      | 6       | +8      |
|         |                |                                 |         |         |         |         |         |         |         |         |         |
| 5e      | Angleterre     | Meilleur deuxième de groupe     | 1       | 6       | 4       | 0       | 2       | 12      | 15      | 8       | +7      |
| 6e      | Danemark       | 2e meilleur deuxième de groupe  | 3       | 6       | 4       | 0       | 2       | 12      | 10      | 6       | +4      |
| 7e      | Italie         | 3e meilleur deuxième de groupe  | 4       | 6       | 3       | 1       | 2       | 10      | 8       | 5       | +3      |
| 8e      | Autriche       | 4e meilleur deuxième de groupe  | 2       | 6       | 3       | 1       | 2       | 10      | 7       | 8       | -1      |
|         |                |                                 |         |         |         |         |         |         |         |         |         |
| 9e      | Islande        | Meilleur troisième de groupe    | 3       | 6       | 3       | 0       | 3       | 9       | 4       | 8       | -4      |
| 10e     | Belgique       | 2e meilleur troisième de groupe | 1       | 6       | 2       | 2       | 2       | 8       | 7       | 10      | -3      |
| 11e     | Suède          | 3e meilleur troisième de groupe | 4       | 6       | 2       | 1       | 3       | 7       | 8       | 10      | -2      |
| 12e     | Norvège        | 4e meilleur troisième de groupe | 2       | 6       | 1       | 2       | 3       | 5       | 9       | 8       | +1      |
|         |                |                                 |         |         |         |         |         |         |         |         |         |
| 13e     | Portugal       | Meilleur quatrième de groupe    | 2       | 6       | 1       | 0       | 5       | 3       | 5       | 13      | -8      |
| 14e     | Suisse         | 2e meilleur quatrième de groupe | 4       | 6       | 1       | 0       | 5       | 3       | 2       | 17      | -15     |
| 15e     | Écosse         | 3e meilleur quatrième de groupe | 1       | 6       | 0       | 2       | 4       | 2       | 3       | 15      | -12     |
| 16e     | Pays de Galles | 4e meilleur quatrième de groupe | 3       | 6       | 0       | 1       | 5       | 1       | 4       | 15      | -11     |

## Tableau final
|  | Demi-finales                       | Demi-finales              | Demi-finales              | Demi-finales              |                               |         | Finale                    | Finale                    | Finale                    | Finale                    |
|  |                                    |                           |                           |                           |                               |         |                           |                           |                           |                           |
|  | 23 février 2024 - Séville          | 23 février 2024 - Séville | 23 février 2024 - Séville | 23 février 2024 - Séville |                               |         | 28 février 2024 - Séville | 28 février 2024 - Séville | 28 février 2024 - Séville | 28 février 2024 - Séville |
|  | Espagne                            | Espagne                   | 3                         | 3                         |                               |         | 28 février 2024 - Séville | 28 février 2024 - Séville | 28 février 2024 - Séville | 28 février 2024 - Séville |
|  | Espagne                            | Espagne                   | 3                         | 3                         |                               |         | 28 février 2024 - Séville | 28 février 2024 - Séville | 28 février 2024 - Séville | 28 février 2024 - Séville |
|  | Pays-Bas                           | Pays-Bas                  | 0                         | 0                         |                               |         | 28 février 2024 - Séville | 28 février 2024 - Séville | 28 février 2024 - Séville | 28 février 2024 - Séville |
|  | Pays-Bas                           | Pays-Bas                  | 0                         | 0                         | Espagne                       | Espagne | 2                         | 2                         |                           |                           |
|  | 23 février 2024 - Décines-Charpieu |                           |                           |                           | Espagne                       | Espagne | 2                         | 2                         |                           |                           |
|  |                                    |                           | France                    | France                    | 0                             | 0       |                           |                           |                           |                           |
|  | France                             | France                    | France                    | France                    | 0                             | 0       | 2                         | 2                         |                           |                           |
|  | France                             | France                    |                           |                           |                               |         |                           | 2                         |                           |                           |
|  | Allemagne                          | Allemagne                 | 1                         | 1                         |                               |         |                           |                           |                           |                           |
|  | Allemagne                          | Allemagne                 | 1                         | 1                         | Match pour la troisième place |         |                           |                           |                           |                           |
|  |                                    |                           |                           |                           |                               |         |                           |                           |                           |                           |
|  | 28 février 2024 - Heerenveen       |                           |                           |                           |                               |         |                           |                           |                           |                           |
|  | Pays-Bas                           | Pays-Bas                  | 0                         | 0                         |                               |         |                           |                           |                           |                           |
|  | Pays-Bas                           | Pays-Bas                  | 0                         | 0                         |                               |         |                           |                           |                           |                           |
|  | Allemagne                          | Allemagne                 | 2                         | 2                         |                               |         |                           |                           |                           |                           |
|  | Allemagne                          | Allemagne                 | 2                         | 2                         |                               |         |                           |                           |                           |                           |

### Demi-finales
| Match 1               | Espagne                                                        | 3 - 0   | Pays-Bas | Stade de La Cartuja, Séville                                                      |                                                                                   |
| 23 février 2024 21h00 | ( Bonmatí) Hermoso 41e · ( Caldentey) Bonmatí 45e · Batlle 77e | (2 - 0) |          | Spectateurs : 21 856 Arbitrage : Rebecca Welch Arbitre vidéo : Tomasz Kwiatkowski | Spectateurs : 21 856 Arbitrage : Rebecca Welch Arbitre vidéo : Tomasz Kwiatkowski |
| 23 février 2024 21h00 | Rapport                                                        |         |          | Spectateurs : 21 856 Arbitrage : Rebecca Welch Arbitre vidéo : Tomasz Kwiatkowski | Spectateurs : 21 856 Arbitrage : Rebecca Welch Arbitre vidéo : Tomasz Kwiatkowski |

| Match 2               | France                             | 2 - 1   | Allemagne                 | Parc Olympique lyonnais, Décines-Charpieu                                                           | |
| 23 février 2024 21h00 | Diani 41e · Karchaoui 45+4e (pen.) | (2 - 0) | 82e (pen.) Gwinn          | Spectateurs : 30 267 Diffuseur : France 3 Arbitrage : Esther Staubli Arbitre vidéo : Sandro Schärer | Spectateurs : 30 267 Diffuseur : France 3 Arbitrage : Esther Staubli Arbitre vidéo : Sandro Schärer |
| 23 février 2024 21h00 | Toletti 86e · De Almeida 89e       | Rapport | 40e Huth · 45+4e Oberdorf | Spectateurs : 30 267 Diffuseur : France 3 Arbitrage : Esther Staubli Arbitre vidéo : Sandro Schärer | Spectateurs : 30 267 Diffuseur : France 3 Arbitrage : Esther Staubli Arbitre vidéo : Sandro Schärer |

### Match pour la troisième place
| Match 3               | Pays-Bas                      | 0 - 2   | Allemagne                                   | Abe Lenstra Stadion, Heerenveen                                                    |                                                                                    |
| 28 février 2024 20h45 |                               | (0 - 0) | 66e Bühl (Oberdorf ) · 78e Schüller (Bühl ) | Spectateurs : 21 128 Arbitrage : Stéphanie Frappart Arbitre vidéo : Jérôme Brisard | Spectateurs : 21 128 Arbitrage : Stéphanie Frappart Arbitre vidéo : Jérôme Brisard |
| 28 février 2024 20h45 | Van de Donk 26e · Janssen 61e | Rapport | 37e Hendrich · 90+4e Gwinn                  | Spectateurs : 21 128 Arbitrage : Stéphanie Frappart Arbitre vidéo : Jérôme Brisard | Spectateurs : 21 128 Arbitrage : Stéphanie Frappart Arbitre vidéo : Jérôme Brisard |

### Finale
| Match 4               | Espagne                                          | 2 - 0   | France    | Stade de La Cartuja, Séville                                                                |                                                                                             |
| 28 février 2024 19h00 | ( Carmona) Bonmatí 32e · ( Batlle) Caldentey 53e | (1 - 0) |           | Spectateurs : 32 657 Diffuseur : W9 Arbitrage : Tess Olofsson Arbitre vidéo : Rob Dieperink | Spectateurs : 32 657 Diffuseur : W9 Arbitrage : Tess Olofsson Arbitre vidéo : Rob Dieperink |
| 28 février 2024 19h00 | Batlle 56e                                       | Rapport | 66e Diani | Spectateurs : 32 657 Diffuseur : W9 Arbitrage : Tess Olofsson Arbitre vidéo : Rob Dieperink | Spectateurs : 32 657 Diffuseur : W9 Arbitrage : Tess Olofsson Arbitre vidéo : Rob Dieperink |